# 竹筎温胆湯
竹筎温胆湯（ちくじょうんたんとう）は漢方方剤のひとつ。出典は『万病回春』（明の万暦年間1587年）。

## 構成生薬
竹筎温胆湯の構成生薬は以下の12味からなる。
柴胡（さいこ）3-6、竹筎（ちくじょ）3、茯苓（ぶくりょう）3、麦門冬（ばくもんとう）3-4、陳皮（ちんぴ）2-3、枳実（きじつ）1-3、黄連（おうれん）1-4.5、甘草（かんぞう）1、半夏（はんげ）3-5、香附子（こうぶし）2-2.5、生姜（しょうきょう）1、桔梗（ききょう）2-3、人参（にんじん）1-2

## 主治
肝胃不和（鬱症・胃腸障害・痰が多い）

## 適応症
インフルエンザ、風邪、肺炎などの回復期に熱が長びいたり、また平熱になっても、気分がさっぱりせず、せきや痰が多くて安眠が出来ないもの

## 相互作用
併用注意
- カンゾウ含有製剤
- グリチルリチン酸及びその塩類を含有する製剤

## 副作用
- 重大な副作用：偽アルドステロン症、ミオパシー[2]
- その他の副作用：過敏症（発疹、蕁麻疹等）[2]